# Gennep
Gennep é um município dos Países Baixos, situado na província de Limburgo. Tem 50,42 km² de área e sua população em 2020 foi estimada em 16.968 habitantes.